# Sao chổi lớn năm 1861
Sao chổi lớn năm 1861, mã hóa số chính thức C/1861 J1 và 1861 II, là một sao chổi không định kỳ có thể nhìn thấy bằng mắt thường trong khoảng 3 tháng. Nó được xếp loại là sao chổi lớn, một trong tám sao chổi vĩ đại nhất của thế kỷ 19, theo Donald Yeomans.
Nó được John Tebbutt phát hiện ở Windsor, New South Wales, Australia, vào ngày 13 tháng 5 năm 1861, với độ sáng biểu kiến là +4, một tháng trước khi đi tới điểm cận nhật (12 tháng 6). Sao chổi này không nhìn thấy được ở Bắc bán cầu cho đến ngày 29 tháng 6, nhưng sao chổi đã đến trước khi tin đồn về sự xuất hiện của nó phổ biến ở Bắc bán cầu.
Vào ngày 29 tháng 6 năm 1861, sao chổi C/1861 J1 vượt qua 11,5 độ từ Mặt Trời. Vào ngày hôm sau, ngày 30 tháng 6 năm 1861, sao chổi tiến gần nhất tới Trái Đất ở khoảng cách 0.1326 AU (19.840.000 km). Trong quá trình tiếp cận gần Trái Đất, độ sáng sao chổi được ước tính nằm trong khoảng từ 0 đến −2 với độ dài trên 90 độ cung. Do kết quả của tán xạ phía trước C/1861 J1 thậm chí còn đổ bóng vào ban đêm (Schmidt 1863; Marcus 1997). Trong đêm 1861 ngày 30 tháng 6 - 1 tháng 7, nhà quan sát sao chổi nổi tiếng J. F. Julius Schmidt đã rất kinh ngạc khi thấy sao chổi lớn C/1861 J1 đổ bóng trên tường của Đài thiên văn Athens. Sao chổi này có thể tương tác với Trái Đất theo một cách gần như chưa từng có. Trong hai ngày, khi sao chổi ở gần nhất, Trái đất thực sự nằm trong đuôi của sao chổi, và các dòng vật chất của sao chổi hội tụ về phía nhân sao chổi ở xa hơn, có thể được nhìn thấy.
Vào giữa tháng 8, sao chổi không còn nhìn thấy bằng mắt thường nữa, nhưng nó có thể nhìn thấy trong kính thiên văn cho đến tháng 5 năm 1862. Một quỹ đạo hình elip với khoảng thời gian khoảng 400 năm được tính toán, cho biết sự xuất hiện trước đó của sao chổi này vào giữa thế kỷ 15, và trở lại vào thế kỷ 23.
I. Hasegawa và S. Nakano cho rằng sao chổi này giống hệt với sao chổi C/1500 H1 mà đã tiếp cận điểm cận nhật vào ngày 20 tháng 4 năm 1500(dựa trên 5 quan sát).
Vào năm 1992, sao chổi lớn này đã cách Mặt Trời hơn 100 AU, khiến nó xa hơn cả hành tinh Eris lùn. Nó sẽ đến điểm viễn nhật khoảng năm 2063.
Giả thuyết rằng sao chổi C/1861 G1 (Thatcher) và sao chổi này có liên quan, và trong một lần tiến tới điểm cận nhật trước đó (có thể là 1500) và C/1861 G1 đã phá vỡ sao chổi này, vì hai sao chổi có nhiều đặc điểm quỹ đạo tương tự. Tuy nhiên, điều này đã bị bác bỏ bởi Richard L. Branham Jr. năm 2015, người đã sử dụng công nghệ tính toán hiện đại và phân tích thống kê để tính toán quỹ đạo đã được sửa lại cho C/1861 J1.